# Grotesque (carattere)
In tipografia, il Grotesque (in tedesco Grotesk) è uno stile di caratteri sans serif risalente al XIX secolo. Il nome gli fu dato da William Thorowgood, il primo a disegnarne una variante completa delle lettere minuscole nel 1832 . 
Esempi di caratteri che si rifanno allo stile Grotesque sono
- l'Akzidenz Grotesk (1896)
- il Franklin Gothic (1905) di Morris Fuller Benton
- il Monotype Grotesque (1926) di F.H. Pierpont
- l'Univers (1957) di Adrian Frutiger
- l'Helvetica (1957) di Max Miedinger, basato su Akzidenz Grotesk

Caratteri simili più recenti vengono spesso etichettati come "neo-grotesque".